# Berufsverband erotische und sexuelle Dienstleistungen
Der Berufsverband erotische und sexuelle Dienstleistungen e. V. (BesD) ist ein deutscher Verein von Sexarbeitenden mit dem erklärten Ziel, die Arbeits- und Lebensbedingungen derselben zu verbessern. In dem im Jahr 2013 in Köln gegründeten Verein können nur aktive und ehemalige Sexarbeitende Mitglied werden.

## Gründung und Ziele
Der Verband wurde am 13. Oktober 2013 in Köln gegründet.
Die Ziele des BesD sind die Entkriminalisierung und Entviktimisierung der Sexarbeit und Stärkung der Rechte von Sexarbeitenden gegenüber Politik, Kunden und Bordellbetreibern. Der BesD möchte auch Prostituierten eine Stimme geben und bietet ihnen die Möglichkeit, sich auf seiner Internetseite mit eigener Stimme zu aktuellen Sachverhalten und ihrer politischen Situation zu äußern.
Er möchte dazu beitragen, ein realistisches Bild der Sexarbeit als professionelle Dienstleistung zu vermitteln, und sicherstellen, dass Sexarbeiter bei der freiwilligen Ausübung dieses Berufs geschützt und nicht daran gehindert werden. Im sich abzeichnenden Prozess der Überarbeitung des Prostitutionsgesetzes aus dem Jahre 2002 durch die Regierung Merkel III tritt der Verband nachdrücklich dafür ein, Prostituierte als Hauptbetroffene dabei nicht außen vor zu lassen, sondern in den Meinungsbildungs- und Gesetzgebungsprozess einzubinden („Alle reden über uns, aber niemand redet mit uns.“).
Ein Sprecher des Gesundheitsministerium Nordrhein-Westfalens, wo schätzungsweise 37.000 Menschen im Bereich der Prostitution tätig sind, begrüßte 2013 grundsätzlich die Gründung „eines solchen Berufsverbandes“. Die Deutsche AIDS-Hilfe  unterstützt den Appell des Berufsverbandes, ebenso Urgesteine der Hurenbewegung wie Hydra und Madonna. Die Gewerkschaft ver.di unterstützte die Gründung mit der Bereitstellung von Räumlichkeiten. Ferner unterstützen verschiedene Parteien wie Bündnis 90/Die Grünen, die Piratenpartei und Die Linke  die Gründung und die Zielsetzung des BesD. Laut eigenen Angaben sollen die Mitgliederzahlen 2015 im dreistelligen Bereich und 2020 bei 500 Mitgliedern gelegen haben. Der Verband soll damit bereits der größte Sexarbeiterverbund seiner Art in Europa geworden sein.

## Positionen, Arbeit und Aktionen
Am 29. Oktober 2013 veröffentlichte der Verband den „Appell FÜR Prostitution für die Stärkung der Rechte und für die Verbesserung der Lebens- und Arbeitsbedingungen von Menschen in der Sexarbeit“ als Replik auf den Appell gegen Prostitution von Alice Schwarzer. Nach Meinung des BesD arbeite die Mehrheit der Prostituierten in Deutschland freiwillig in der Prostitution.
Einige der Mitbegründerinnen des Verbandes engagieren sich in der öffentlichen Diskussion für die Wahrnehmung ihrer Interessen, so zum Beispiel Lena Morgenroth und Amber Laine, die in Talkshows von Günther Jauch und Sandra Maischberger auftraten, und die ehemalige Pressesprecherin des Verbands, Undine de Rivière, bei Stern TV und Panorama. Fabienne Freymadl trat bei einer Show bei Radio Reboot.fm und bei politischen Podiumsdiskussionen der Grünen auf. Tanja Sommer sprach im August 2014 mit Bundesministerin Manuela Schwesig, bei deren Besuch des Modellprojekts OPERA in Nürnberg, über die geplante Registrierungspflicht für Prostituierte.
Kongresse des BesD fanden in Kooperation mit Bufas 2014 und 2016 statt. 2018 und 2019 fanden Kongresse in Berlin statt, wo ausschließlich Sexarbeitende beteiligt waren. Zudem fand 2019 eine World of Whorecraft Sexarbeit-Messe statt, bei dem auch das Netzwerk kritische Sexarbeitsforschung beteiligt war.
Der Verband sprach sich im September 2014 gegen die Einführung einer gesetzlichen Kondompflicht aus, weil die Kontrolle der Einhaltung ohne unangemessene Repressionen nicht möglich sei.

## Kritik
Im März 2015 bezweifelte Ann-Kathrin Müller im Spiegel, dass es sich angesichts der geringen, lediglich gemäß Eigenangaben im dreistelligen Bereich bezifferten Mitgliederzahl beim BesD um die Interessenvertretung aller Sexarbeiter handeln könne. Außerdem wurde kritisiert, dass die Vorstände des Vereins selbst Dominastudios betrieben, in denen auch andere Frauen arbeiten, und dass der BesD vom „Bordellbetreiberverband“ UEGD bei der Gründung unterstützt wurde. Daraufhin warfen die CSU-Bundestagsabgeordneten Barbara Lanzinger, Hans-Peter Uhl und Volker Ullrich der Bundesfamilienministerin Manuela Schwesig vor, sie habe „dubiose Verbände“ ins Vertrauen gezogen. Sexarbeiterinnen, die der Gründung des BesD beiwohnten, widersprachen Müllers Behauptung, der UEGD hätte die Gründung unterstützt. Gründungsmitglied Melanie Schwarz gab an, dass der UEGD-Vorstandsvorsitzende Holger Rettig „definitiv nicht bei der Gründung dabei“ gewesen sei, was ohnehin nicht möglich gewesen wäre, „da er nie aktiver Sexarbeiter war“.